# NGC 6458
NGC 6458 (другие обозначения — UGC 10994, MCG 3-45-29, ZWG 112.51, KCPG 525A, NPM1G +20.0530, PGC 60911) — линзообразная галактика (S0) в созвездии Геркулес.
Этот объект входит в число перечисленных в оригинальной редакции «Нового общего каталога».